# 瑤光寺
瑶光寺，北魏洛阳（今河南省洛阳市白马寺东）寺院。
瑶光寺座落於河南省洛陽市東之漢魏洛陽故城。北魏世宗(宣武帝)宣武帝時建。瑶光寺为北魏时期洛阳的名寺，有讲经堂及尼姑房五百餘間，五層浮圖一座。今皆不存。北魏被废黜的皇后孝文冯皇后、孝明胡皇后都在此地出家为尼。魏孝庄帝永安三年（公元530年）尔朱兆攻入洛阳，时有秀容胡骑数十入瑶光寺淫秽。纵兵大肆抢掠奸淫，瑶光寺之尼悉被蹂躏。逼得寺内尼姑纷纷蓄发还俗找婿。京师有俗语云：“洛阳男儿急作髻，瑶光寺尼夺作婿。”

## 相关资料
北魏·楊衒之《洛陽伽藍記·卷一·城内·瑶光寺》